# Handley Page H.P.42
Handley Page H.P.42 — британский 38-местный пассажирский самолёт разработки «Хэндли Пейдж» (Handley Page) конца 1920-х годов. 
Несмотря на интенсивную эксплуатацию восьми построенных машин в 1931—1939 гг.,за эти годы с ними не произошло ни одного серьёзного лётного происшествия; одна машина сгорела в ангаре в 1937 году, а семь оставшихся погибли в первый год Второй мировой войны.

## История создания и службы
В 1928 году авиакомпания Imperial Airways выдала Handley Page техническое задание на проектирование авиалайнера в двух вариантах — для европейских линий и для линий в Индии и Южной Африке. При проектировании эти варианты имели самостоятельные номера моделей — Н. Р.45 и H.P.42, но при запуске в серию обозначения заменили на H.P.42E (Eastern — Восточный, 5 экз.) и H.P.42W (Western — Западный, 3 экз.). Два варианта различались компоновкой пассажирского салона — «европеец» имел 38 мест (18 перед центропланом и 20 позади него), «африканец» — только 24 (12 + 12). Впоследствии машины при необходимости переоборудовались из европейского варианта в африканский и наоборот.
Этот медленный биплан успешно прослужил почти 9 лет в регулярной эксплуатации. Семь машин, доживших до начала Второй мировой войны, были реквизированы в ВВС Великобритании, из них один разбился в 1940 году (погибло восемь человек), а шесть погибли во время вынужденных посадок или вовсе на стоянке.
Все самолёты имели личные имена в память античных полководцев и героев легенд.
| Бортовой номер и имя | Модель    | Первый полёт     | Дата гибели    | Причина гибели                            |
| -------------------- | --------- | ---------------- | -------------- | ----------------------------------------- |
| G-AAGX Hannibal      | H.P.42    | 14 ноября 1930   | 1 марта 1940   | Разбился в Оманском заливе. 8 погибших    |
| G-AAUC Horsa         | H.P.42    | 11 сентября 1931 | 7 августа 1940 | Сгорел после вынужденной посадки в Англии |
| G-AAUD Hanno         | H.P.42/45 | 19 июля 1931     | 19 марта 1940  | Разбит штормом на аэродроме в Бристоле    |
| G-AAUE Hadrian       | H.P.42    | 24 июня 1931     | 6 декабря 1940 | Разбит штормом на аэродроме в Донкастерe  |
| G-AAXC Heracles      | H.P.45    | 8 августа 1931   | 19 марта 1940  | Разбит штормом на аэродроме в Бристоле    |
| G-AAXD Horatius      | H.P.45    | 6 ноября 1931    | 7 ноября 1939  | Разбился при вынужденной посадке в Англии |
| G-AAXE Hengist       | H.P.45/42 | 8 декабря 1931   | 31 мая 1937    | Сгорел в ангаре на аэродроме Карачи       |
| G-AAXF Helena        | H.P.45/42 | 30 декабря 1931  | 1941           | Поврежден в мае 1940, списан в 1941       |

## Особенности устройства
Самолёт представлял собой четырёхмоторный полутораплан с характерным расположением моторов — два на полуплоскостях нижнего крыла и два в центре верхнего крыла.
Машина, за исключением полотняной обшивки крыльев, была цельнометаллической. Характерной особенностью было рабочее место пилота в остеклённой кабине внутри фюзеляжа — аналогично современным авиалайнерам. 
Хвостовое оперение имело три вертикальных руля и Антони Фоккер язвительно шутил, что этот самолёт «сам себе лобовое сопротивление».
На HP42 благодаря особенностям установки крыльев (одно вверху и одно над фюзеляжем) и моторов достигался низкий уровень шума в салоне.

## Лётно-технические характеристики (H.P.42E)
Источник данных: Handley Page Aircraft since 1907

Технические характеристики
- Длина: 28,09 м
- Размах крыла: 39,62 м
- Высота: 8,23 м
- Площадь крыла: 278 м2
- Профиль крыла: RAF 28
- Масса пустого: 8 047 кг
- Максимальная взлётная масса: 12 700 кг
- Силовая установка: 4 × воздушных Bristol Jupiter  XIF
- Мощность двигателей: 4 × 490 л.с. (4 × 370 кВт)
- Воздушный винт: 4-лопастные

Лётные характеристики
- Максимальная скорость: 195 км/ч
- Крейсерская скорость: 150-170 км/ч
- Практическая дальность: 800 км
- Скороподъёмность: 4 м/сек

## Самолёт в массовой культуре

### В кинематографе
За недолгие годы своей карьеры самолёты H.P.42 и H.P.45 успели появиться примерно в дюжине фильмов (преимущественно документальных), из которых наиболее известными являются повествующий об одном дне из жизни аэродрома в Кройдоне "Air Post" Роя Локвуда (1934), авантюрная лента Майкла Кёртиса "Stolen Holiday" (1937) , аниме "Ведьмина служба доставки" производства Studio Ghibli (1989) и сериал "Убийства в Мидсомере".

### В литературе
H.P.45 представлен в серии комиксов бельгийского художника Роже Лелу Yoko Tsuno, (альбомы Message pour l'éternité и Anges et faucons).

### В стендовом моделизме
Сборные модели самолёта в масштабе 1:72 с 2019 года выпускает фирма "One Man Model": HP 42 Heracles (2019) и HP.42E (2021). Модель того же G-AAXC 'Heracles' в масштабе 1:144 производится фирмой "Airfix".